# Клеомен III
Клеомен III (дав.-гр. Κλεομένης Γ', 261 до н. е. — 219 до н. е.) — цар Спарти з роду Агіадів, правив у період від 235 до н. е. по 221 до. н. е.

## Правління
Клеомен став царем у 235 році до н. е. У той час криза спартанського полісу досягла найвищої відмітки, у державі було не більше 700 повноправних громадян, інша маса спартіатів являла собою злиденний натовп. Різко загострилась боротьба двох царських родів, всім керувала колегія ефорів. Спроба соціальних реформ, розпочата царем Агісом IV з роду Евріпонтидів, закінчилася невдачею та смертю останнього.
Наступну спробу зробив цар Клеомен III, котрий був одружений з вдовою Агіса IV. Він одразу взявся за реформи, які повинні були знищити глибоку ворожнечу між класами, підняти нижчі класи та відняти надлишок багатства у аристократії. Ідею відродження могутності Спарти шляхом відтворення верстви вільних землевласників-воїнів він поєднав з різким посиленням царської влади. Клеомен усвідомлював, що найкраща можливість для здійснення його планів з'явиться тоді, коли він буде володіти реальною військовою силою.
Перш ніж він встиг привести у виконання ці плани, йому довелося вступити у боротьбу із зовнішніми ворогами — Ахейським союзом. У цій війні, що потім отримає назву Клеоменової, успіх був на боці Клеомена (битви при Лікеї та Ладокії, де загинув видатний ахейский полководець Лідіад), що закріпило його авторитет в армії і з боку найманців, а також серед верхівки поліса. На чолі загону найманців Клеомен прибув до Спарти і здійснив військовий переворот. Чотири з п'яти ефорів були вбиті, 80 супротивників реформ вигнані з поліса. На зібраних Клеоменом народних зборах було проголошено про проведення реформ. Була проведена касація боргів, були створені 4 тисячі нових земельних наділів, до складу спартанців були включені деякі періеки і чужинці. Колегія ефорів була скасована, брат Клеомена Евклід був проголошений другим царем, відновлений весь старовинний спартанський спосіб життя.
Домігшись реформами посилення військової могутності Спарти, Клеомен III досягнув вражаючих успіхів — відкинув від Ахейського союзу кілька великих міст і завдав ахейській армії поразки при Гекатомбеї, поставивши Ахейський союз на межу знищення. Ідеї Клеомена про соціальні реформи широко поширилися по всьому Пелопоннесу. Почали навіть обговорювати питання про об'єднання Ахейського союзу і Спарти та про обрання Клеомена стратегом союзу для спільної боротьби з Македонією.
В цей час Арат Сікіонський — практично беззмінний керівник Ахейського союзу, непримиренний ворог Македонії — злякався початку широкого народного руху і звернувся за допомогою до царя Антигона III Досона. Це викликало обурення в Ахейському союзі, народ якого мріяв про розподіл землі і про скасування боргових зобов'язань. Невдоволення виявляли навіть перші громадяни союзу.
Це обурення вміло використовував Клеомен, завдаючи швидкі і сильні удари по ахейцям. Він захопив кілька великих Пелопоннеських міст, у тому числі Аргос та Коринф (крім Акрокоринфу), поставивши Ахейский союз на межу знищення. Великою помилкою Клеомена було те, що народний рух на Пелопоннесі він використовував тільки в цілях підвищення Спарти. На прикладі Аргоса стало зрозуміло, що Клеомен не збирається провести в захоплених містах аналогічні реформи. Це було поворотним моментом у розвитку подій. Політика Клеомена прийшла в протиріччя з сподіваннями найбідніших верств громадянства Пелопоннеських міст, позбавила його підтримки народу, і це згубило справу спартанського царя.
Арат, який привласнив собі диктаторські повноваження, закликав на Пелопоннес Антигона III Досона. З'явившись на Пелопоннес, македонці знову утвердилися у Аргосі та Коринфі і почали наступ на Спарту. Спроба Клеомена покластися на допомогу Єгипту, одвічного ворога Македонії, не мала особливого успіху. Клеомен спробував отримати додаткові сили за рахунок продовження реформ — було звільнено дві тисячі ілотів за викуп по 5 мін, а виручені гроші витратив на озброєння нових воїнів за македонським зразком.
Через втрату масової підтримки в містах Пелопоннесу, Клеомен був змушений змінити методи боротьби. Він піддав жорстокому розгрому Мегалополіс і почав грабувати сусідні землі, що ще сильніше відштовхувало він нього населення півострова.
Обмежені сили Спарти були незрівнянні з міццю Македонії. У вирішальній битві при Селласіі у 222 році до н. е. спартанські війська були вщент розбиті македонянами, причому в битві дуже багато загинуло найманців та майже всі спартіати.
Клеомен з кількома друзями та родиною втік до Єгипту, сподіваючись отримати допомогу від союзника Птолемея III, але той невдовзі помер, а його спадкоємець Птолемей IV не поспішав з наданням допомоги, тоді Клеомен взяв участь в змові проти Птолемея, зазнав невдачі і був змушений накласти на себе руки. Мати і діти Клеомена та всі жінки спартанців були страчені за наказом Птолемея у 220 до н. е.

## Особисте життя
Коханцем Клеомена був Ксенар.

## Образ у мистецтві
Джон Драйден написав про Клеомена III трагедію «Клеомен, спартанських герой».